# 美國教育理事會

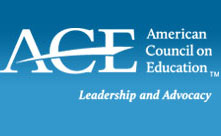

美國教育理事會（英語：American Council on Education, 简称ACE）是一個非營利性機構，成立於1918年。 ACE的成員現正領導約为1700人。經認可程度授予之學院、大學和高等教育有關的協會、組織和企業。該組織位於華盛頓特區，開展公共政策宣傳、研究和其他倡議有關的關鍵高等教育的問題，並提供領導才能發展方案，向其成員和其他高等教育的社區。